# Алійчук Маргарита Сергіївна
Маргарита Сергіївна Алійчук  (рос. Маргарита Сергеевна Алийчук, 10 серпня 1990) — російська гімнастка, олімпійська чемпіонка.

## Виступи на Олімпіадах
| Олімпіада  | Дисципліна | Місце |
| ---------- | ---------- | ----- |
| Пекін 2008 | групові    | 1     |